# Nicomedes Pastor Díaz
Nicomedes-Pastor Díaz Corbelle (Vivero, 15 de septiembre de 1811-Madrid, 22 de marzo de 1863) fue un escritor, periodista y político español del Romanticismo y del Rexurdimento, ministro de Estado en el gobierno de Leopoldo O'Donnell en 1856, durante el reinado de Isabel II.

## Biografía
Creció en el seno de una familia numerosa. Fue el tercero de diez hermanos, ocho mujeres y dos varones, y se le puso el nombre del santo del día, San Nicomedes, más el equivalente masculino del nombre de su madrina, Pastora (Pastor forma parte de su nombre propio, no de su apellido, confusión muy habitual). Su padre, Antonio Díaz, desempeñaba un puesto de oficial administrativo de la Armada, y con el tiempo llegó a ser titular de la contaduría de correos de Lugo. La madre era María Corbelle. Aunque era infrecuente para la época, todos los hermanos sobrevivieron a la infancia. Su único hermano varón, Felipe Benicio, fue interventor de pagos en el Ministerio de la Gobernación y diputado a Cortes. Nicomedes ingresó en el Seminario conciliar de Vivero y luego en el Seminario Santa Catalina de Mondoñedo en 1823. Cuatro años más tarde marchó a estudiar Leyes en la Universidad de Santiago de Compostela, donde comenzó su actividad poética. Le afectó el cierre de las universidades decretado por Fernando VII y su ministro Francisco Tadeo Calomarde en 1832. Entonces se trasladó a Alcalá de Henares para proseguir sus estudios, y allí obtuvo el título de abogado en 1833. Parece ser que su vocación religiosa era sincera: murió soltero y, según contó Juan Valera, rezaba todos los días el breviario, fuera de que él mismo le dijo que se hubiera ordenado sacerdote de no tener ciertas obligaciones que cumplir.
Tres importantes valedores facilitaron su ingreso en la sociedad madrileña. Por un lado, Manuel Fernández Varela, miembro del Consejo de Su Majestad y Comisario Apostólico General de Cruzada, cargo eclesiástico de gran importancia desde el que favorece a varios hombres de talento y fomenta el desarrollo y saneamiento de su tierra gallega. Por otro, el general Manuel de Latre, militar liberal destacado en las guerras carlistas, que enseguida se fijó en él para recomendarlo a importantes puestos, como el de oficial en la delegación de Fomento de Cáceres. Su tercer valedor, ya en el mundo de las letras, sería el académico Manuel José Quintana. Por mediación de éste conoció a Donoso Cortés, Juan Nicasio Gallego, Ventura de la Vega, Espronceda, Larra, Serafín Estébanez Calderón y otros, entre los que se encontraba el que años más tarde sería su gran amigo y protegido: José Zorrilla. Esta buena relación llega al punto de que el prólogo a la primera edición de Don Juan Tenorio, la obra más conocida de Zorrilla, lo firma Nicomedes Pastor Díaz. Frecuentó por entonces la tertulia de El Parnasillo y publicó en diversas revistas madrileñas, como El Artista, La Abeja y El Siglo, donde estuvo en la redacción con Ros de Olano y José de Espronceda. Un temprano amor por una muchacha, a la que recuerda como Lina, muerta en plena juventud, marcó su vida y su obra. Establecido en Madrid (1832), participó en todas las actividades románticas y protegió a José Zorrilla, cuya revelación ante la tumba de Larra en 1837 relata conmovido. Conservador y monárquico; leal a María Cristina, enemigo de Espartero, a quien atacó desde el semanario El Conservador (1841), periódico fundado por él, Antonio Ríos Rosas, Joaquín Pacheco y por Francisco de Cárdenas. 
En 1835 colabora en la refundación del Ateneo y en ese mismo año Javier de Burgos, a la sazón ministro, nombró a Díaz, por mediación del general Latre, oficial del ministerio de Gobernación en Cáceres, empezando así una imparable carrera política. Ese mismo año Salustiano Olózaga lo recomendó para el Ministerio de Gobernación y fue nombrado secretario político de Santander. Sus cumplidos servicios en esta plaza y su negativa a participar en los sacudimientos políticos del año 36, le valieron el nombramiento de oficial del Ministerio de la Gobernación, y un año más tarde, en 1837, el de jefe político de Segovia, un cargo más o menos equivalente a lo que luego serían los gobernadores civiles. Su designación para este puesto coincidió con un recrudecimiento de las guerras carlistas, y más concretamente con las incursiones del general Zariátegui y del conde Negri. Díaz reaccionó inmediatamente frente a la amenaza y ordenó poner a buen recaudo en los hornos del alcázar segoviano los caudales del erario público, los caudales particulares y las alhajas de las iglesias, dejando al enemigo sin posible botín que conquistar como no fuera expugnando el alcázar, lo que a todas luces resultaba empresa excesiva para las magras fuerzas carlistas. Como quiera que por esto no encontraron más ganancia que la simplemente estratégica, las soldados carlistas, que tenían algo de forajidos montaraces, no tardaron en desanimarse en la capital. No contento con este triunfo, y con la provincia invadida por los carlistas, Díaz, al amparo de su corta edad, se movió de incógnito por los pueblos segovianos, informando al Gobierno de las distintas vicisitudes que iban aconteciendo. De esta manera pasó dos años como hombre de acción, hasta que el conde de Negri fue finalmente derrotado por el general Latre y Díaz, en recompensa de sus servicios, recibió la toga de magistrado de la Audiencia de Valladolid. Aquel mismo año 1839, cuando se unificó bajo un solo mando el poder de los jefes políticos y los intendentes, Díaz fue nombrado para esta dignidad en Cáceres, ciudad en la que redacta un famoso Manifiesto. Desde allí, apoya abiertamente la Constitución de 1837 y se opone con energía a todos los partidarios de abrir un nuevo periodo constituyente, pues era de la opinión de que los periodos constituyentes son épocas en las que "sólo abundan los charlatanes, las discusiones estériles y los pactos que a todos convienen menos a los administrados", y a la defensa de estas ideas se entregó con el entusiasmo del poeta romántico que era. Todos sus intentos políticos giraron entonces, y en los años siguientes, en torno a la fusión de los partidos. Díaz entendía que los intereses de la nación tenían que se necesariamente intereses comunes, y no podía aprobar que un partido u otro gobernasen en exclusiva, a favor de los suyos y en detrimento de los contrarios. Este modo de pensar le acarreó grandes complicaciones, pues por ello precisamente no obtuvo nunca el apoyo ni de unos ni de otros, motejado con el calificativo de "puritano" que se empleaba en la época para denominar a los que no se decantaban por una u otra facción.
Cuando estalló el pronunciamiento de septiembre de 1840, Díaz fue comisionado a Valencia para hablar con la regente María Cristina y solicitarle la formación de un gobierno de unidad nacional que tratase de salvaguardar los intereses públicos más allá de las luchas partidistas. En esta misión conoció al general Leopoldo O'Donnell. A su regreso a Madrid de este encargo, fue encarcelado durante dos meses. Finalmente fue liberado sin cargos y participó junto a Ríos Rosas en la defensa de los periodistas que habían sido enviados al exilio a causa de los recién vividos acontecimientos.
1841 fue un mal año para Díaz. Tuvo que guardar cama por un fuerte y doloroso ataque de artritis y asistir al funeral de su padre, a quien no veía desde hacía nueve años. Aun así, aquel año, y en colaboración con Francisco Cárdenas, inició la composición de una serie de biografías en la llamada Galería de españoles célebres contemporáneos entre las que destacan la del duque de Rivas, el general Diego de León (cuyo proceso y fusilamiento por parte de Espartero le conmovió profundamente), Ramón Cabrera y Javier de Burgos. Junto con Francisco Cárdenas, Joaquín Pacheco y Antonio de los Ríos Rosas, fundó una revista muy influyente hasta que fue cerrada por orden gubernativa, El Conservador (1841), con la cual proyectaba oponerse, situándose entre las filas políticas del moderantismo (sector de los puritanos), a Espartero, lo que le llevó a ofrecer sus servicios a la Reina Gobernadora durante el conflicto de la Regencia; este acto, que le valió una prisión de un mes y cristalizó su prestigio político entre los monárquicos. Después de su paso por Correo Nacional y El Heraldo, funda el periódico El Sol junto a Antonio de los Ríos Rosas y Gabriel García Tassara. En este medio precisamente es el primero en solicitar abiertamente en 1842 la mayoría de edad de la futura reina Isabel II,[cita requerida]lo que lo convierte en centro de todos los debates. Era entonces muy amigo de Gabriel García Tassara, con quien había fundado El Heraldo (1842) tras el cierre de El Conservador. 
Elegido diputado a Cortes por la Coruña en 1843, una vez disueltas estas renueva su escaño, aunque en esta ocasión por la circunscripción de Cáceres, donde aún se recordaba su paso por la provincia como Jefe Político. Más adelante sería también diputado por Pozoblanco, y por Navalmoral de la Mata. Cabe señalar en este punto, que el sistema electoral español del siglo XIX asignaba los diputados por partidos judiciales, al estilo de los distritos británicos, y no por provincias como prescribe la actual ley electoral. Le ofrecen desde el sector privado la secretaría del Banco de Isabel II. Desde este puesto creó en 1847 el Real Consejo de Agricultura, Industria y Comercio. A comienzos de ese mismo año es nombrado Subsecretario de la Gobernación, y pocos meses después, cuando ocupaba la presidencia del Gobierno su amigo Francisco Pacheco, es nombrado Ministro de Comercio, Instrucción y Obras Públicas. Su paso por el ministerio estuvo marcado por una febril actividad: legisló sobre los derechos de aguas, que tantas y tan enconadas disputas producían en la época; reformó la legislación de las sociedades anónimas para evitar que siguieran siendo instrumentos de fraude y corrupción; estableció la intervención para el control de los presupuestos de ejecución de las obras públicas, y modificó la administración de los presupuestos de sanidad y agricultura. Asimismo, y en el ámbito de la instrucción pública, dotó de fondos a la biblioteca de la Universidad de Sevilla y nombró a Bretón de los Herreros como director de la Biblioteca Nacional. También en 1847, el 18 de marzo, fue nombrado Díaz miembro de la Real Academia Española, junto a Hartzenbusch y Olivari. A partir de aquí, su salud y su negativa a aceptar ciertos cambalaches políticos lo apartan progresivamente de la política, aunque periódicamente será llamado a moderar las disputas entre las distintas facciones.
Se centra entonces en su vida intelectual y trata de convertirse en uno más de los dedicados tranquilamente a su trabajo y su estudio, sin mayor notoriedad pública. Entre 1847 y 1850 fue rector de la Universidad Central de Madrid y en 1856 fue nombrado consejero de Estado. Fue ministro de Estado en 1856 con la Unión Liberal de Leopoldo O'Donnell. En 1857 es elegido miembro de número de la Real Academia de Ciencias Morales y Políticas. En 1858 fue nombrado senador del Reino. Además de todo esto, cumplió también varias misiones como embajador en Cerdeña (1854) y Lisboa (1859-1861), pero ya nunca llegaría a alcanzar un cargo de la importancia del ministerio que desempeñó en 1847. Consejero de Estado y ministro de Gracia y Justicia de nuevo con O'Donnell durante dos meses en 1863, ya enfermo y a pique de morir, lo que ocurrió en efecto el 22 de marzo de 1863.
Pese a la importancia de los cargos que ocupó y su permanente dedicación a la vida política, su honradez fue intachable y hubo de concederse una pensión a su madre y hermanas para que pudiesen sobrevivir a poco de su muerte. Se le concedieron cinco condecoraciones en vida (la de Carlos III, la de San Jenaro, la de Cristo de Portugal, la de San Jorge de Parma y la de San Mauricio y San Lázaro).

## Obras
Publicó sus Poesías (1840) después de haberlas dado a conocer en El Artista y otras revistas, aunque según él las había venido componiendo desde 1828. De hecho, su poema en gallego Alborada (1818) se considera una de las primeras muestras del renacer de esa lengua. Precede al tomo un prólogo en que declara que la poesía debe tener una función social y ser expresión del alma del poeta. La segunda afirmación encuentra cabal cumplimiento, pues casi todos sus poemas son reflejo autobiográfico. Alma gallega, obsesionada por la muerte, la soledad y el paisaje brumoso de su tierra natal, se adelantó, con Enrique Gil y Carrasco, a la intimidad desgarrada y saudadosa de Gustavo Adolfo Bécquer y de Rosalía de Castro. Fue muy estimado y aun imitado por sus contemporáneos: de su poema "Mi inspiración" (1828) derivó Zorrilla su idea de la misión del poeta y la concepción de éste como desterrado en el mundo.
Predominan los poemas amorosos que giran en torno a dos mujeres, Lina, el amor de su adolescencia, y otra, quizá una aristócrata madrileña a la que pretendió en edad más madura. Las composiciones inspiradas opor Lina están llenas de dolor, angustia, visiones tétricas, desconsuelo, como presididas por una "Mariposa negra", (1835), según se ve en una de sus más famosas piezas. Destacan "Al silencio", evocación de las nocturnas citas, "A la muerte", amargo grito de angustia por la desaparición de la amada; "A la luna", donde se combina el paisaje gallego y la saudade de la ausente. Las dedicadas al segundo amor hablan de la belleza de la amada y de la imposibilidad de conseguirla.
Compuso también poemas descriptivo-filosóficos. El paso del tiempo y la inanidad de la vida del hombre llenan "Al Acueducto de Segovia" y "En las ruinas de Itálica". "La sirena del Norte" describe el paisaje marinero de Galicia, la aventura cotidiana de los navegantes y el fervor religioso que pone en el cielo el fin de la búsqueda. "A la inmortalidad" expresa una duda, quizá íntima, quizá solamente poética, sobre el más allá y la perduración. Hay que añadir algunas traducciones del francés y varias composiciones de circunstancias, como "A don José Zorrilla". En métrica se mostró bastante original, inventando estrofas como las octavas de pie quebrado.
Contribuyó al desarrollo de la novelística con dos obras clasificadas como sentimientales y con elementos autobiográficos. Una cita (1837), escrita en 1833, es una novela corta ambientada en Galicia que revive los amores con Lina y su muerte. Su desarrollo es parecido al de "La promesa" de Bécquer. De Villahermosa a la China. Coloquios de la vida íntima (1855), publicada previamente en La Patria, es una novela en clave en que Javier, el protagonista, ha de identificarse con el autor. Narra los amores de un calavera y su conversión religiosa, desde las fiestas mundanas del madrileño palacio de Villahermosa hasta la marcha a China como misionero. 
Juan Valera elogiaba el estilo "fácil, elevado y rico" de Pastor Díaz, lo que viniendo de un estilista como él no es pequeño elogio, y señalaba el predominio del análisis sobre la acción. También apercibió que los cuatro personajes principales son desdoblamientos del alma lírica del autor en diálogo angustiado con sentimientos opuestos. Apuntaba asimismo sus doctrinas religiosas y sociales, con las que no estaba de acuerdo. Como libro de estilo, decía, tiene pocos rivales, y como análisis de pasiones es único. Alababa también su poder descriptivo y calificaba la novela de libro triste, en que el único consuelo proviene de la religión. No debería extrañar que el epicúreo autor de Pepita Jiménez lo tuviera entre sus modelos y de hecho Pedro Antonio de Alarcón se inspiró en él para su novela El escándalo. Se afirma que la propia vida del escritor gallego está en la base que cimenta El escándalo. En cualquier caso De Villahermosa a la China es un paso adelante en la consolidación del Realismo narrativo.
Compuso además numerosos artículos de varia índole y varios libros consecuencia de su actividad múltiple como periodista, político y orador. Condiciones del Gobierno Constitucional en España. Palabras de un diputado conservador sobre las principales cuestiones de nuestra situación política (1846) estudia la estructura de los partidos políticos y pide la unión liberal; fue publicada en 1848 con el subtítulo de A la Corte y a los partidos. Una serie de conferencias dadas en el Ateneo de Madrid constituyen la médula de Los problemas del socialismo (1848-1849), aunque ya fueron publicadas en La Patria (1849). En ellas se revela su mentalidad conservadora al oponerse a las doctrinas sociales modernas y esperar de la religión la solución de los conflictos de grupo. En colaboración con Francisco Cárdenas escribió una Galería de españoles célebres y contemporáneos o biografías retratos de todos los personajes distinguidos de nuestros días en las ciencias, la política, en las armas, en las letras y en las artes (1842) en varios volúmenes a la que contribuyó con las biografías de Ángel de Saavedra, duque de Rivas, y Ramón Cabrera. Hombre muy culto, publicó un Compendio Histórico-Crítico de la Jurisprudencia Romana (1842) basado en la obra del historiador inglés Gibbon donde analizaba el desarrollo del Derecho Romano hasta los tiempos de Justiniano. 
Entre sus artículos de crítica destacan "Del movimiento literario en España" (Museo Artístico y Literario, 1837), brillante defensa del Romanticismo, y "De las novelas en España" (El Conservador, 1841), en el que, a propósito de la aparición de Sab, señala la falta de las mismas. Sus Obras fueron publicadas por la Real Academia (1866-1868) en seis volúmenes, con prólogo de Fermín de la Puente, Juan Eugenio Hartzenbusch, Antonio Ferrer del Río, Juan Valera y Patricio de la Escosura. Existe una edición moderna de sus Obras (Madrid, BAE, 1969-1970), con estudio de José María Castro y Calvo.

## Monumentos en recuerdo de Nicomedes-Pastor Díaz

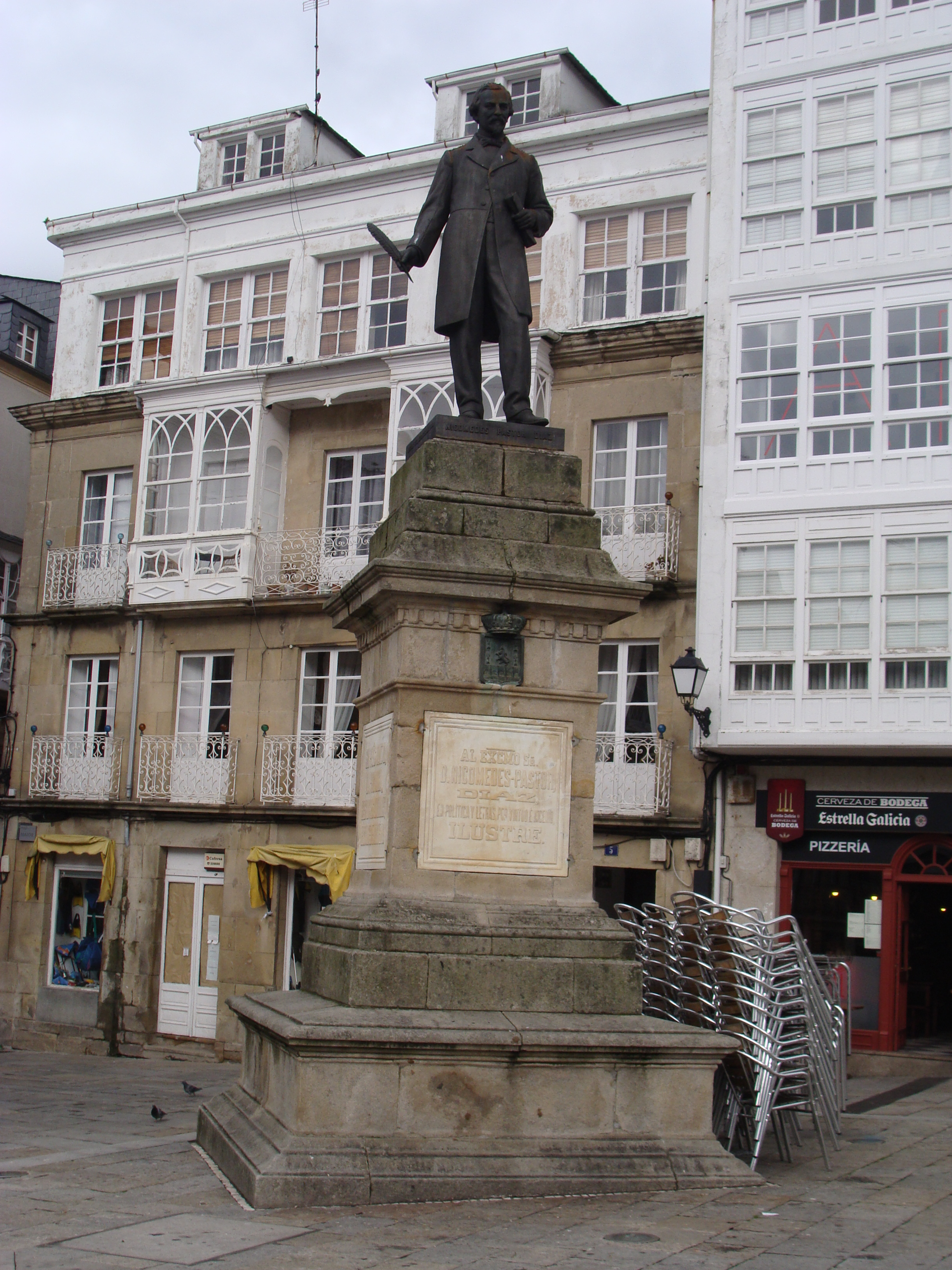
Estatua a Nicomedes-Pastor Díaz, en Vivero. Obra de Josep Campeny.

Vivero, la ciudad natal de Nicomedes-Pastor Díaz, rindió homenaje a uno de sus hijos más predilectos, algo que se puede observar en sus calles.
La primera obra en recuerdo de su figura data de marzo de 1882, en el décimo aniversario de su muerte, otorgando a una de las calles de la ciudad con su nombre, y situando una lápida en la fachada de la casa en que nació.
Se recogió la idea lanzada por Manuel Murguía de erigir un monumento en su honor, construyéndose en el año 1889 la comisión gestora para erigir la estatua, colocándose la primera piedra el 16 de junio de 1890 y procediendo a su inauguración el 26 de septiembre de 1891.
La estatua es de hierro recubierta con una capa de bronce midiendo 2,80 metros. Fue moldeada por el escultor catalán José Campeny Santamaría y fundida en los talleres de Alejandro Wolgüemoutch, de Barcelona. Representa a Nicomedes-Pastor Díaz de pie, vestido de levita, en actitud noble. En la mano derecha lleva una pluma y en la izquierda, que descansa sobre el corazón, un rollo de papeles.
Las cuatro caras del pedestal contienen lápidas de mármol blanco con inscripciones en relieve. En la del frente se lee:

AL EXCMO SR.

DON NICOMEDES-PASTOR

DÍAZ,

EN POLÍTICA Y LETRAS, POR VIRTUD E INGENIO

ILUSTRE.

En la del costado derecho:

SU PAÍS NATAL,

LA PROVINCIA,

EL ESTADO Y SUS ADMIRADORES

DEDICARON ESTE MONUMENTO.

En el lado izquierdo:

EL «CENTRO GALLEGO»

DE LA

HABANA.

Y en la posterior:

DON NICOMEDES-PASTOR DÍAZ

NACIÓ EN VIVERO

EL 15 DE SEPTIEMBRE DE 1811

fue RECTOR DE LA UNIVERSIDAD CENTRAL,

ACADÉMICO DE LA LENGUA Y DE CIENCIAS

MORALES Y POLÍTICAS,

MINISTRO DE ESPAÑA EN TURÍN Y LISBOA,

MINISTRO DE COMERCIO, INSTRUCCIÓN Y OBRAS

PUBLICAS, DE ESTADO Y DE GRACIA Y JUSTICIA,

FALLECIÓ EN MADRID EN 12 DE MARZO DE 1863

LAS MUSAS LE LLORAN

LA PATRIA BENDICE SU RECUERDO.

Finalmente, desde el 13 de septiembre de 1923, se guardan en la capilla mayor de Santiago en San Francisco las cenizas de Nicomedes-Pastor Díaz, encerradas en una urna de mármol negro y blanco, cumpliéndose así también el deseo expresado por Díaz en su oda A la Muerte:

«Llévame de mi Landro a los vergeles

Y allí, muerte piadosa,

Bajo los mismo sáuces y laureles

Dó mi cuna rodó, mi tumba posa.»